# Haras de Karađorđevo
Le haras de Karađorđevo (serbe en écriture cyrillique : Карађорђево) est fondé en 1884, sous la monarchie de Habsbourg. Situé près de Bačka Palanka, il devient progressivement l'un des plus importants haras d'Europe centrale.

## Histoire
La ferme a été créée à l'origine en 1904, avec des chevaux provenant du célèbre haras d'État hongrois de Mezőhegyes.
Après la dissolution de l'Autriche-Hongrie, il devient un haras d'État à vocation militaire,. Durant les années 1950, il s'y élève des chevaux demi-sang issus du Pur-sang anglais, via le recours régulier à des importations de chevaux reproducteurs.
En 1971, Josip Broz Tito a convoqué une réunion conjointe des dirigeants de la Ligue des communistes de Yougoslavie et de la Ligue des communistes de Croatie au domaine de Karađorđevo, ce qui a entraîné la suppression du Printemps croate. Ce haras a gagné en notoriété lorsque la réunion Milošević-Tuđman Karađorđevo y a été organisée par les présidents de Serbie Slobodan Milošević et de Croatie Franjo Tuđman à la veille des guerres de Yougoslavie, où ils ont prétendument conclu un accord secret sur la partition de la Yougoslavie.

## Description

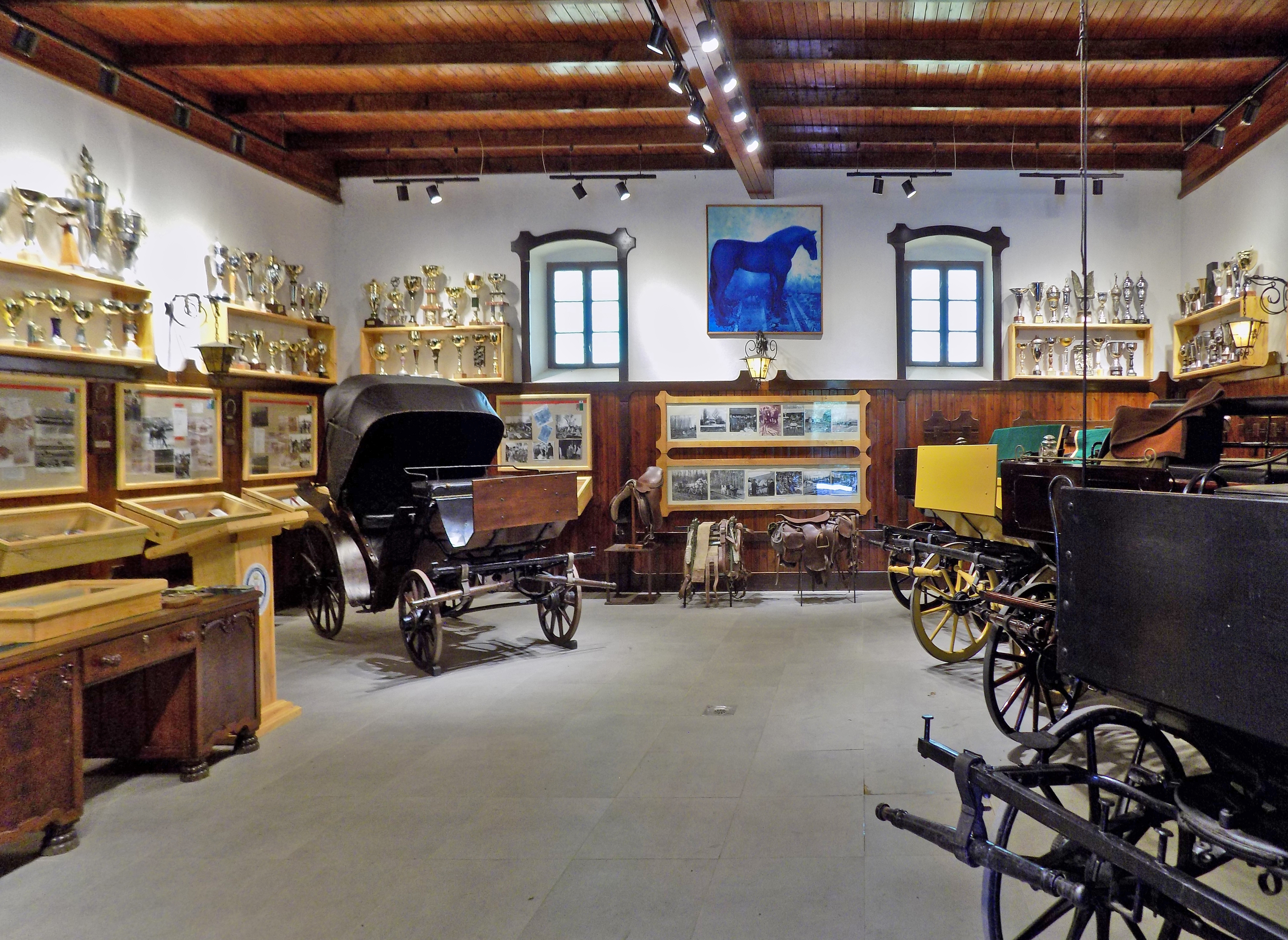
Musée des courses de chevaux.

Le domaine couvre une superficie de 69,14 kilomètres carrés (26,70 miles carrés) et comprend un manoir, un terrain de chasse, un haras, des installations agricoles et des habitats forestiers et humides. Depuis sa création en tant que propriété d'État de l'Empire austro-hongrois en 1885, ce haras a servi de terrain de chasse représentatif et de lieu de villégiature pour les hommes d'État, les militaires de haut rang et les hommes d'affaires.
Une partie de la propriété est protégée en tant que réserve naturelle spéciale, occupant une superficie de 29,55 kilomètres carrés.
Le paysage se caractérise par des bois de chênes et d'acacias séculaires, des marais, une variété d'espèces de flore et de faune et une grande distance par rapport aux habitations les plus proches. Il est ouvert aux chasseurs et aux touristes tout au long de l'année. La propriété est également célèbre pour son haras d'élite, avec un musée des courses de chevaux.